# Негребецкий, Эдуард Эдуардович
Эдуард Эдуардович Негребецкий (24 ноября 1908, Тифлис, Тифлисская губерния, Российская империя — 30 января 1985, Ленинград, РСФСР, СССР) — советский теннисист, тренер, один из сильнейших теннисистов СССР 1930—1950-х годов XX столетия, заслуженный мастер спорта СССР (1948). Старший тренер сборной команды СССР (1954—1960), с 1960 года — старший тренер сборной команды Ленинграда.

## Биография
В теннис начал играть в 12 лет в Тбилиси под руководством Ян Гомера. В 1932 году вместе с Арчилом Мдивани переехал в Ленинград.
Выпускник Ленинградского музыкального техникума и Ленинградского института физической культуры им. П. Лесгафта. Не окончил Ленинградскую консерваторию по классу вокала из-за начала войны (1941). Участник Великой Отечественной войны.
Лучшие результаты в соревнованиях: чемпион Тифлиса по 2-му классу (1922—1926). Победитель Спартакиады 3акавказья (1927), финалист Всесоюзной Спартакиады народов СССР 1928 года (командный чемпионат СССР) в составе команды Грузии. 20-кратный чемпион СССР в одиночном (1932, 1947, 1949—1950), парном (1934—1940, 1950—1952) и смешанном (1938—1939, 1947, 1950 ,1952) разрядах, абсолютный Чемпион СССР (1950), обладатель Кубка СССР (1936, 1938) в составе команды «Динамо», 10-кратный победитель Всесоюзных зимних соревнований в одиночном (1948), парном (1937—1938, 1948, 1952) и смешанном (1948—1951, 1953) разрядах. Входил в десятку сильнейших теннисистов СССР (1931—1953), 4 раза возглавлял её (1932, 1947, 1949—1950).
Будучи атлетического сложения, Негребецкий обладал отличной физической подготовкой и выносливостью. 

Талантливейший спортсмен. Изобретательный, умный игрок, блестящий тактик. Он всегда держал соперника в напряжении, в любую минуту можно было ждать от него подвоха.— Николай Озеров

## Награды
- Орден «Знак Почёта» (27.04.1957) — «за успехи, достигнутые в деле развития массового физкультурного движения в стране, повышения мастерства советских спортсменов, и успешное выступление на международных соревнованиях»